# Nagyiván
Nagyiván is een plaats (község) en gemeente in het Hongaarse comitaat Jász-Nagykun-Szolnok. Nagyiván telt 1234 inwoners (2001).